# Список памятников конструктивистской архитектуры в Саратове
Конструктивизм в Саратове представлен как отдельными объектами, так и целыми архитектурными комплексами. Не все они сохранились. Некоторые внесены в списки объектов культурного наследия.
Наиболее близкой к «чистым» авангардным идеям Моисея Гинзбурга является дом-коммуна на Провиантской улице, чрезвычайно похожая по планировке на дом Наркомфина. Остальные жилые здания являются образчиками регионального конструктивизма и близких к нему рациональных стилей. Некоторые здания позднее были «переодеты» в ампирные элементы декора.

## Скульптура
Памятник борцам революции на площади 1905 года, 1925, скульптор Борис Королёв.

## Отдельные жилые дома
| Внешние изображения | Внешние изображения              |
| ------------------- | -------------------------------- |
|                     | https://oldsaratov.ru/photo/4210 |

| Внешние изображения | Внешние изображения               |
| ------------------- | --------------------------------- |
|                     | https://oldsaratov.ru/photo/23783 |

## Жилые комплексы
- Дома 8 марта, 1929—1933 гг., архитектор Г. Г. Плотников. Объект культурного наследия местного значения[2].
- Секции СХИ — общежития сельскохозяйственного института, 1930—1932 (?), собственный адрес.
- Жилучасток завода комбайнов, улица и площадь Орджоникидзе.
- Жилучасток завода щелочных аккумуляторов, проспект Энтузиастов, улица Киевская.
- Жилые дома Нефтесбыта (?) (Крекинг-завода), 1933 г., архитектор: Смирнов В. Г. (?).

## Общественные здания
- «Союзнефтеторг» (нефтяной техникум), 1932—1934 гг., архитектор Д. В. Карпов[3], проспект Кирова, 54 (улица Чапаева, 64), в 1939 г. перестроен, ныне институт ГИПРОНИИГАЗ.
- Корпус СХИ имени И. В. Сталина, ныне цех ПО «Корпус», современный адрес улица Осипова, 1.
- Отделение связи (дом связи) в Заводском районе, 1930—1931 гг., площадь Орджоникидзе, 10 А[1].
- Фабрика-кухня Саратовского завода комбайнов, 1930, архитектор Ушаков (?), площадь Орджоникидзе, 1А. Объект культурного наследия местного значения[2].
- Кинотеатр «Темп», 1931 г., первый звуковой кинотеатр в Саратове. Сдан в эксплуатацию в ноябре 1931 г., построен за 62 дня. На торжественном открытии были показаны хроника строительства кинотеатра и первый в стране звуковой художественный фильм Н. Экка «Путевка в жизнь». Архитектор Н. В. Степной, площадь Орджоникидзе, 1, реконструирован в 1950 г. (Д. В. Карповым). Объект культурного наследия местного значения[2].
- Лаборатория Всесоюзного института засухи, 1929—1930 гг., в настоящее время ГНУ НИИСХ Юго-Востока Россельхозакадемии, архитекторы Н. В. Степной (Недоносков), В. Л. Фудельман, улица Тулайкова, 7.
- Цирк, 1928—1931, (реконструирован до полной неузнаваемости в 1959—63 гг. Т. Г. Ботяновским, но основа конструктивистского здания сохранилась внутри, площадь Кирова).
- Здание поликлиники, 1927 г. (1929 г.?). В настоящее время здание областной клинической туберкулёзной больницы, архитектор В. К. Карпенко, улица Чернышевского, 55.
- Главный корпус зооветеринарного института, 1935 г., архитектор Д. В. Карпов[1].
- Саратовский автодорожный институт (САДИ), 1930—1934 (1937 ?) гг., архитекторы: оформление фасадов В. К. Карпенко (1 и 2 корпус , 1934 гг.) и Д. В. Карпов, улица Политехническая, 77[1].
- Фабрика-кухня у станции «Саратов-2», 1931—1933 (?), улица Астраханская, 1[1].
- Здания пограншколы НКВД, Саратовский военный институт войск национальной гвардии Российской Федерации ул. Московская 158 (против университета).
- Станция Дачного трамвая, 1927 г., архитектор Г. Г. Плотников, угол улиц Астраханской и Московской.

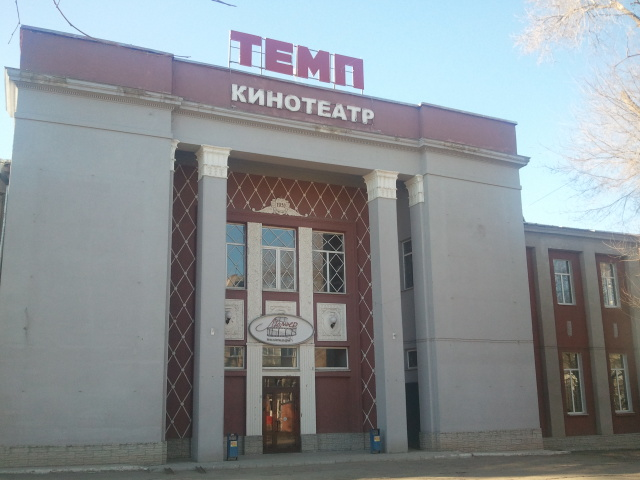
Кинотеатр «Темп», площадь Орджоникидзе, 1
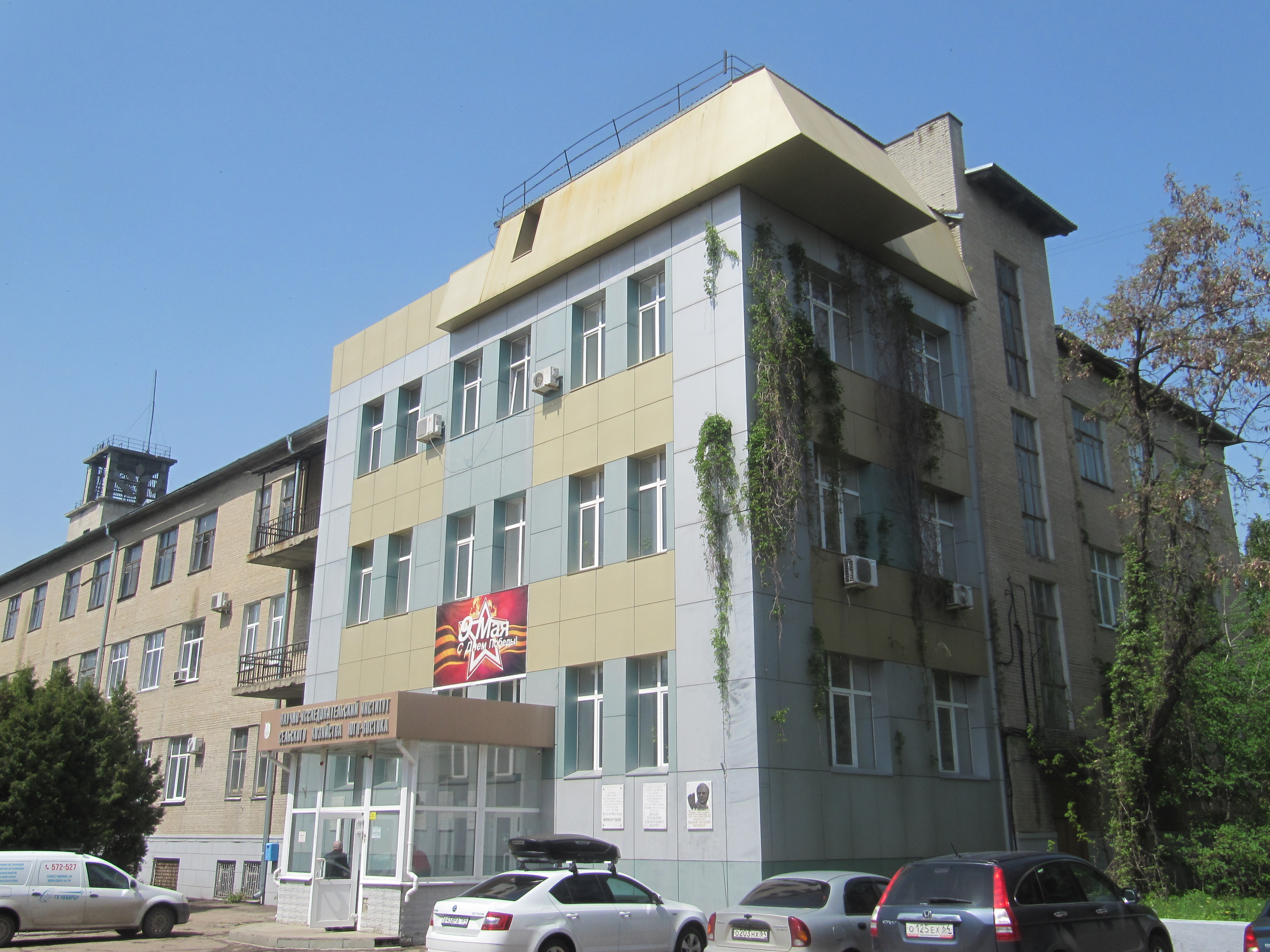
НИИ СХ ЮВ, ул. Тулайкова, 7
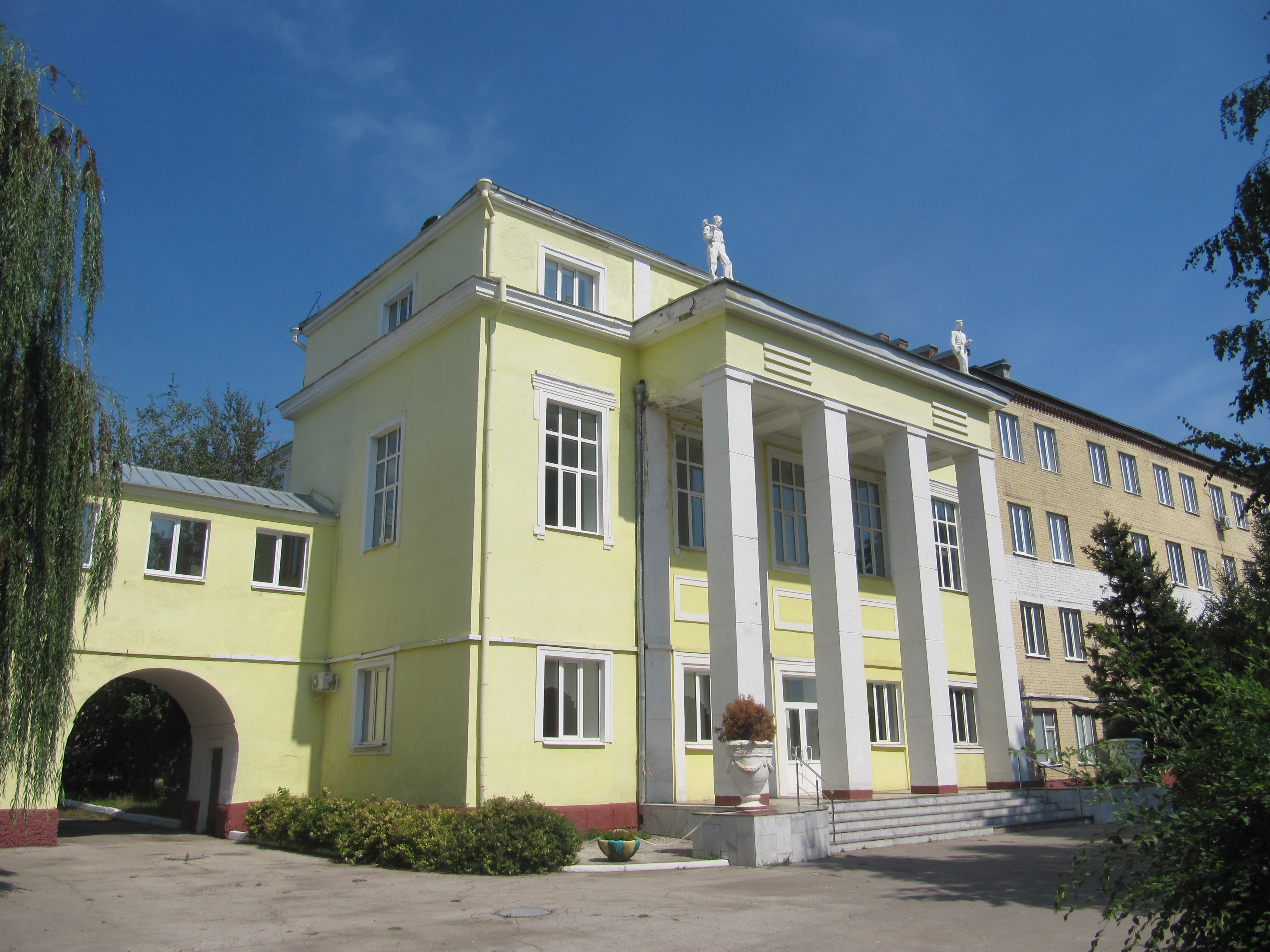
Зооветинститут
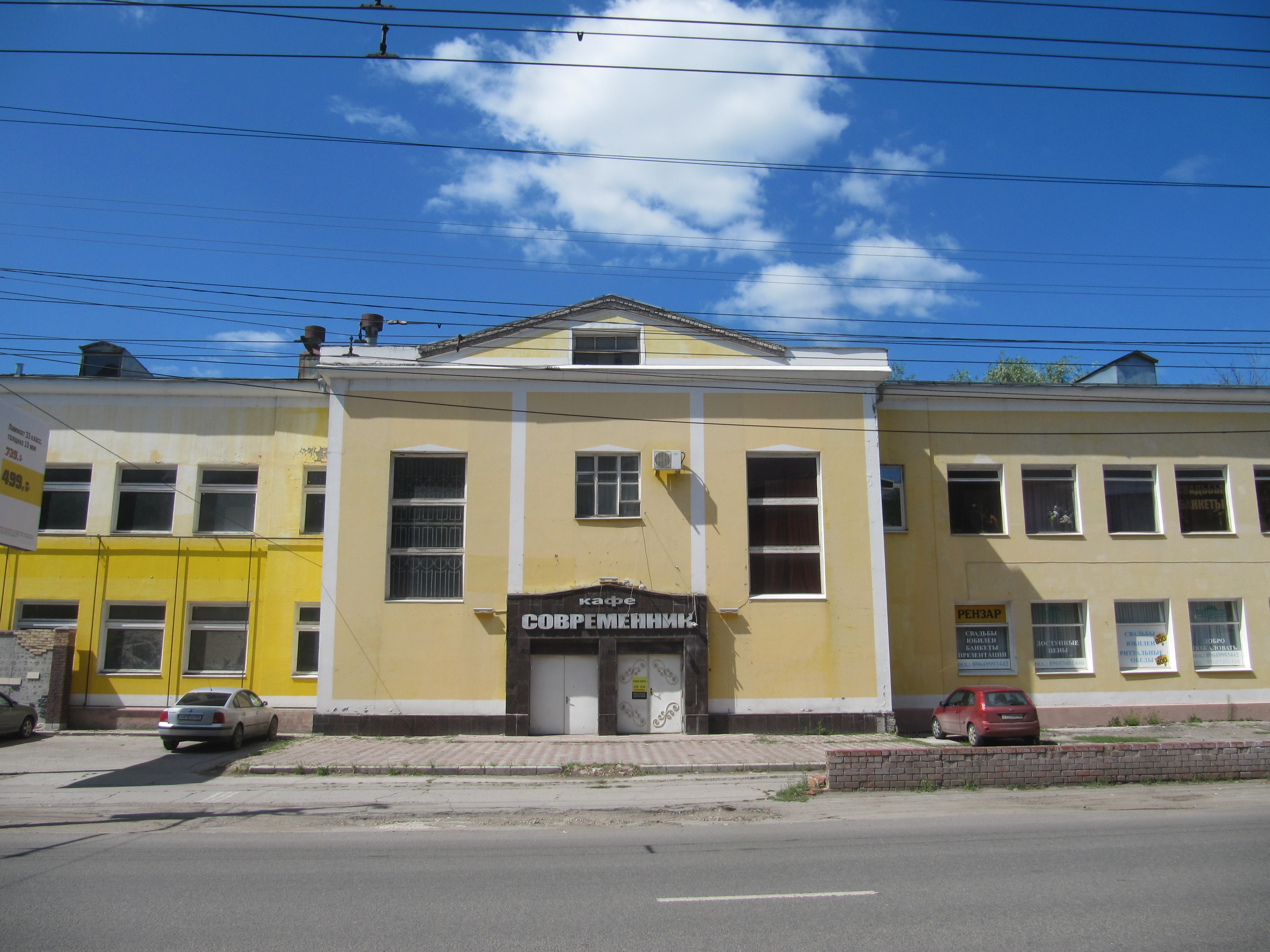
Бывшая Фабрика-кухня, ул. Астраханская, 1
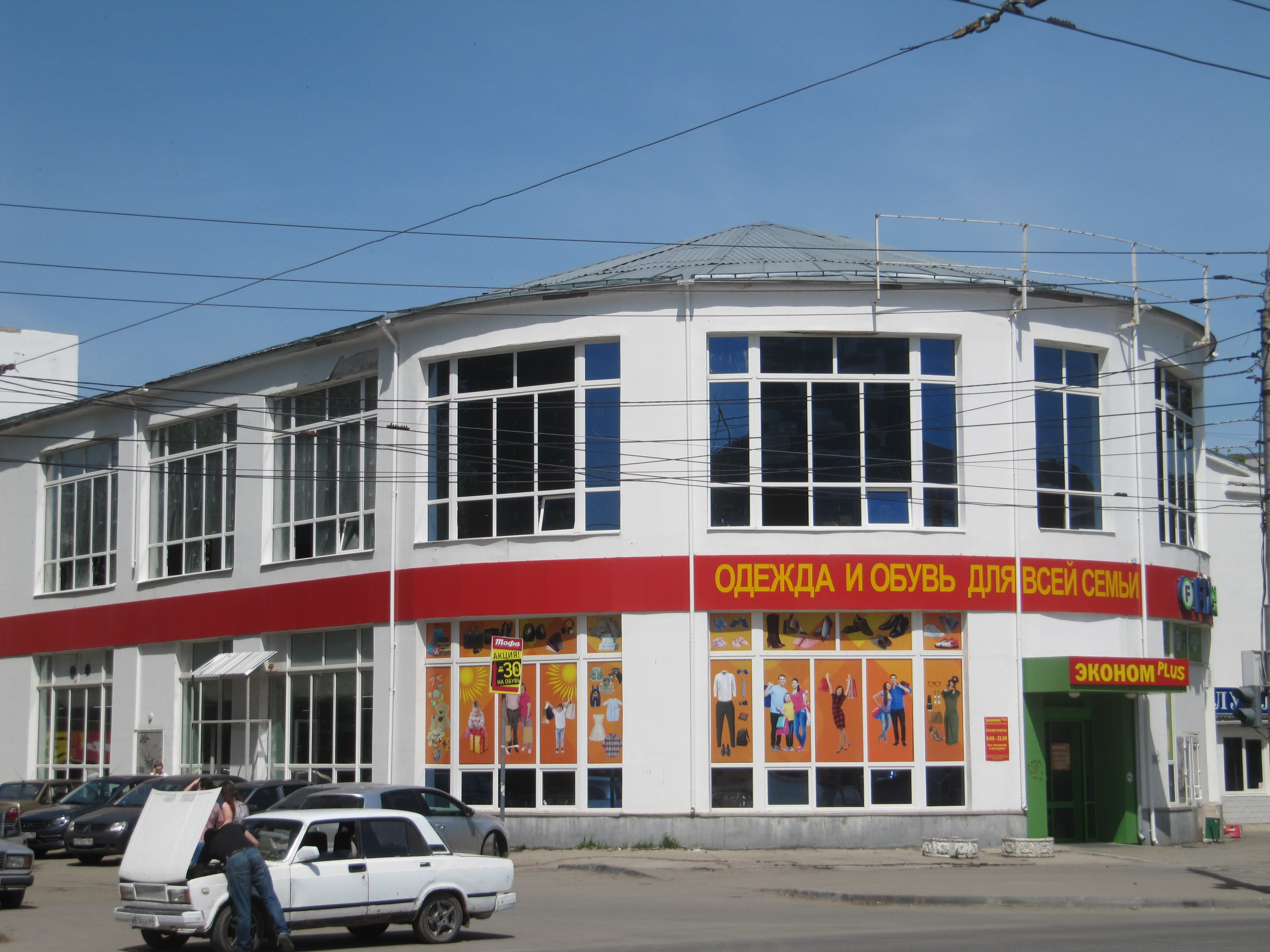
Бывшая Фабрика-кухня, площадь Орджоникидзе 1А
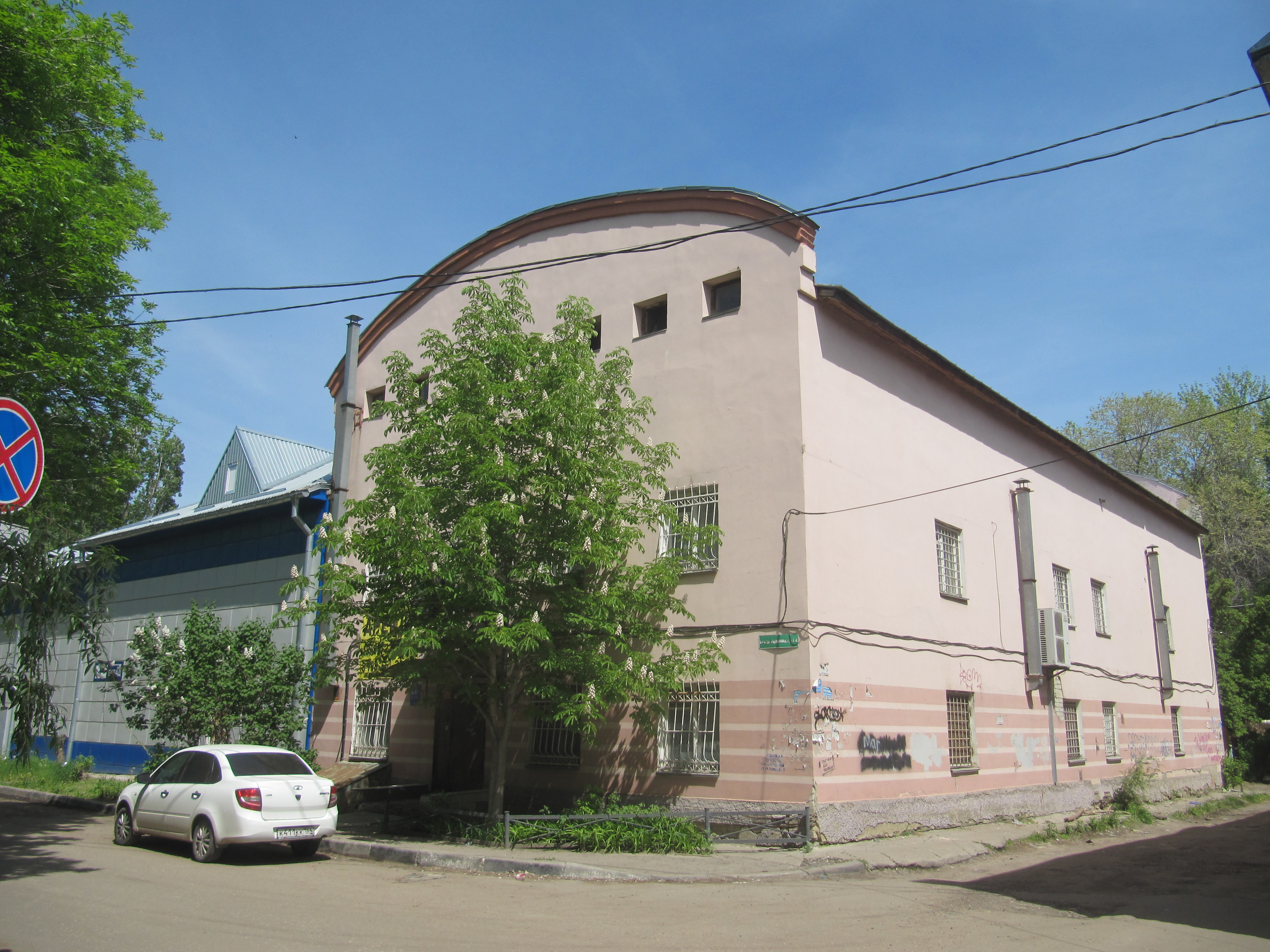
Дом связи, площадь Орджоникидзе 10А

## Промышленные здания
Саратовская ГРЭС